# Вани (скандинавска митология)
Вижте пояснителната страница за други значения на Вани.
Вани в скандинавската митология е името на група божества, свързани с благополучието, плодородието, магьосничеството и пророческите дарби. Живеят във Ванахайм – един от деветте свята в скандинавската митология – но в Старата Еда като тяхно местообитание се споменава и Алвхайм, което показва известното им сближаване (или смесване) с алвите. Първоначално те са противопоставени на основната група богове в тази митология – Асите, с които водят и война. Въпреки че побеждават във войната, приключила с примирие и размяната на заложници (от страна на Ваните Ньорд, Фрейр и Фрея, а от страна на асите – Хьонир и Мимир), ваните са асимилирани от асите.
Известни (сигурни) са само три имена на божества вани – тези на заложниците при асите: Ньорд, Фрейр и Фрея.